# Calotte Saint-Joseph
La Calotte Saint-Joseph est un sommet s'élevant à 292 mètres d'altitude dans le département français du Morbihan, dont il constitue le plus haut sommet mais pas le point culminant (le département du Morbihan culmine à 301 mètres d'altitude sur la commune de Gourin). Il constitue le douzième plus haut sommet de Bretagne[réf. souhaitée]. Il est situé sur la commune de Langonnet. Depuis ce sommet aux formes arrondies couvert de landes, un vaste panorama de 360° s'offre à la vue. En direction du nord l'horizon est limité par la proche colline du Menez Du et en direction du sud-est par la ligne de crête de Saint Tugdual tandis qu'en direction du sud et du sud-ouest, l'absence de véritables reliefs permet de voir très loin. Au pied de la colline, on aperçoit le bourg de La Trinité et plus loin en direction du sud-est, le bourg de Plouray. Une table d'orientation est située au sommet de la calotte.

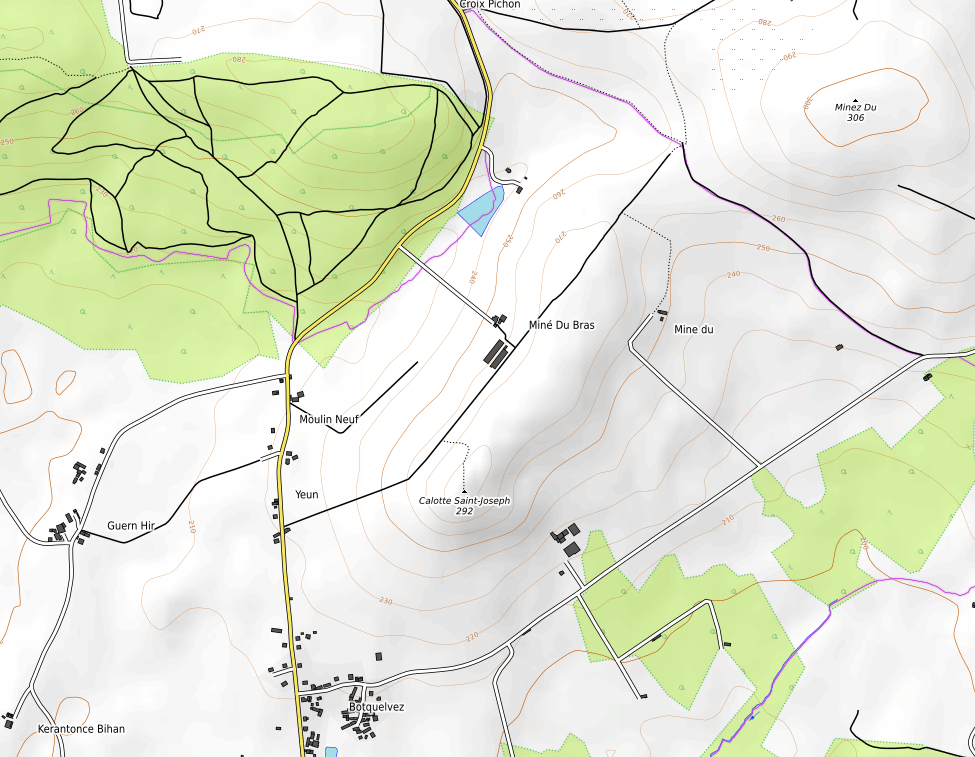
Carte topographique de la Calotte Saint Joseph et du Minez Du.
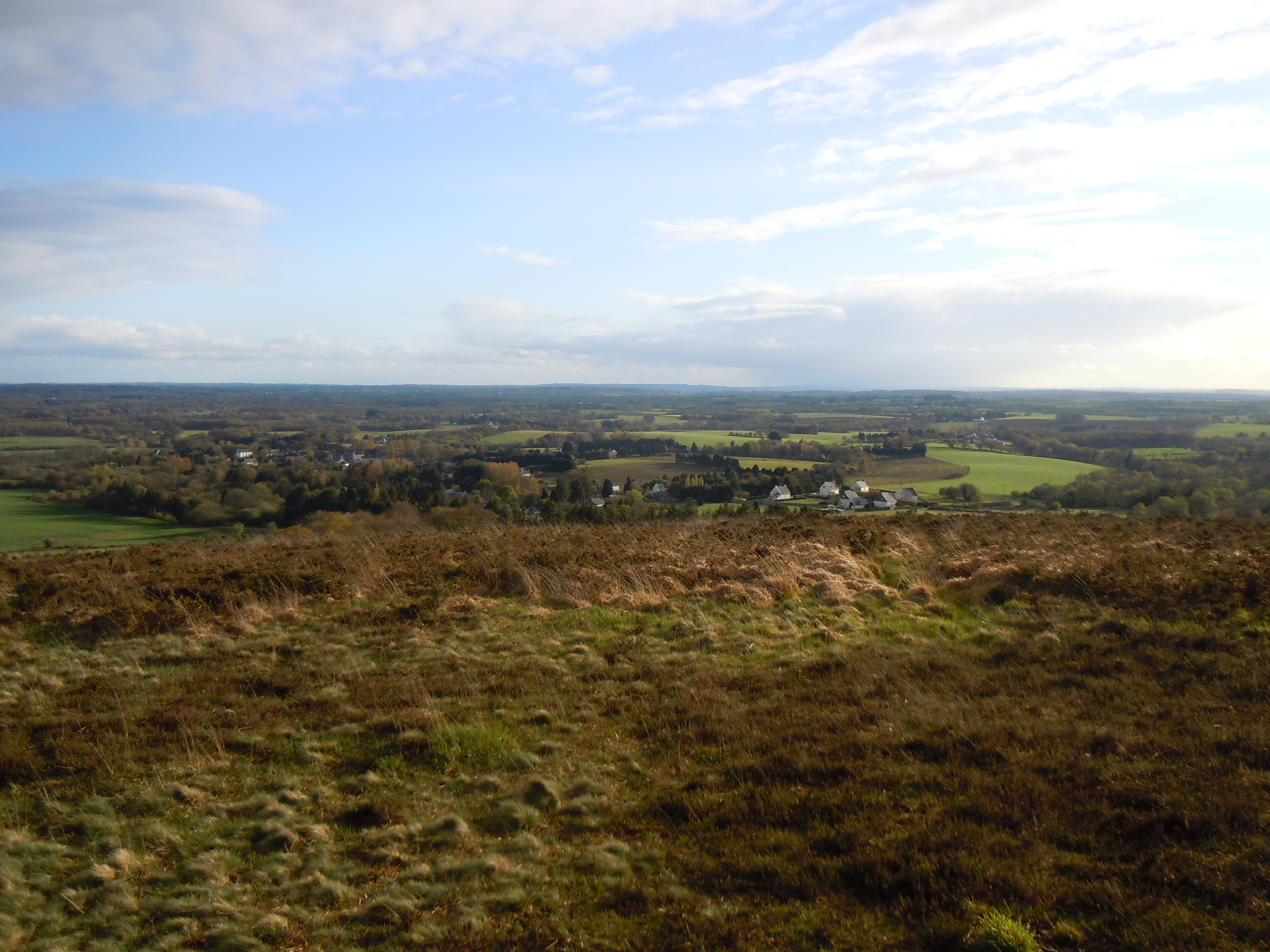
Le bourg de la Trinité-Langonnet au pied de la calotte.
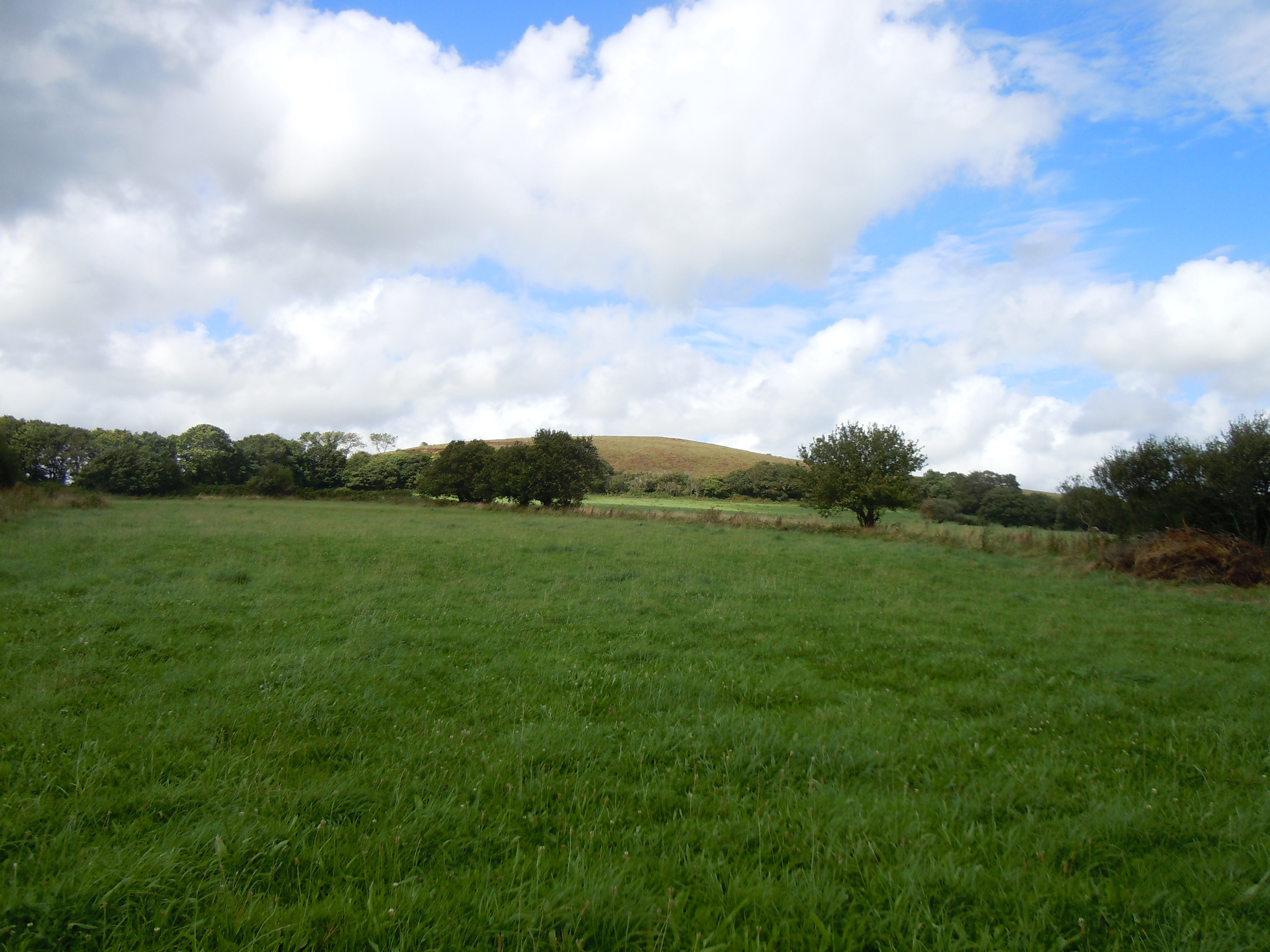
La calotte avec sa forme arrondie.